# Innerhamnen
Innerhamnen är en stadsdel under uppbyggnad i Sölvesborg. Stadsdelen kommer ligga mitt emot Ljungaviken som också är en ny stadsdel under uppbyggnad. Projektstarten förväntas vara år 2017'.